# Luis Wilson Ugarte
Luis Daniel Wilson Ugarte (Quillabamba, 20 de febrero de 1962) es un médico y político peruano. Fue congresista de la República en el periodo parlamentario 2006-2011.

## Biografía
Cursó sus estudios primarios en el Centro Educativo 51027 y sus secundarios en el Colegio Manco II, en su ciudad natal Quillabamba y en el Colegio La Salle de la ciudad del Cusco. Realizó sus estudios universitario de Medicina Humana en la Universidad Nacional de San Agustín de Arequipa. Cuenta estudios de Maestría en Salud Pública en Universidad Peruana Cayetano Heredia y Maestría en Gestión Pública en Universidad San Martín de Porres. Como médico laboró entre 1990-2001 en el Hospital de Quillabamba y desde el 2001 en el Hospital Antonio Lorena. Obtuvo el Título de Otorrinolaringólogo en 1996, en Universidad Nacional de San Agustín de Arequipa.
Fue decano del Colegio Médico del Perú, Consejo Regional VI, entre el 2004 y 2005.

## Carrera política
Es militante del del Partido Aprista Peruano y participó en las elecciones regionales del 2002 como candidato a la Presidencia Regional del Cusco sin éxito. Fue Secretario General La Convención entre 1992-1993 y Secretario General Cusco entre 2005-2006. También fue elegido regidor de La Convención entre 1997-2001.

### Congresista
En las elecciones parlamentarias del 2006, fue elegido como congresista de la República para el periodo parlamentario 2006-2011 en representación del Cusco.
Presidió en dos oportunidades la Comisión de Salud del Congreso, en la que se aprobó la Ley Marco de Aseguramiento Universal en Salud.
Participó en las elecciones regionales del 2014 nuevamente como candidato al Gobierno Regional del Cusco por la Alianza Popular, conformada por el Partido Aprista y Restauración Nacional, quedando en el tercer lugar de la preferencias. En las elecciones del 2018 participó como miembro de Restauración Nacional llegando a disputar la segunda vuelta que perdió frente al candidato de Acción Popular, Jean Paul Benavente.